# Primetime Emmy Award de la meilleure actrice invitée dans une série télévisée comique
Pour les articles homonymes, voir Emmy de la meilleure actrice invitée.
Le Primetime Emmy Award de la meilleure actrice invitée dans une série comique (Primetime Emmy Award for Outstanding Guest Actress in a Comedy Series) est une récompense de télévision remise depuis 1986 au cours de la cérémonie annuelle des Primetime Emmy Awards.
De 1986 à 1988, la catégorie récompensait indifféremment des hommes et les femmes, sous le nom de « meilleur invité dans une série comique » (Outstanding Guest Performer in a Comedy Series). À partir de 1989, deux catégories sont créées : « meilleur acteur invité dans une série comique »(Outstanding Guest Actor in a Comedy Series) et « meilleure actrice invitée dans une série comique » (Outstanding Guest Actress in a Comedy Series).

## Palmarès
Note : L'année indiquée est celle de la cérémonie. Les lauréates sont indiquées en tête de chaque catégorie et en caractères gras.

### Années 1980
- 1986 : Roscoe Lee Browne pour son rôle du Dr Barnabus Foster  dans Cosby Show (The Cosby Show)
- 1987 : John Cleese pour son rôle du Dr Simon Finch-Royce  dans Cheers
- 1988 : Beah Richards pour son rôle de Mrs. Varden  dans Frank's Place
- 1989 : Colleen Dewhurst pour le rôle d'Avery Brown  dans Murphy Brown

### Années 1990
- 1990 : Swoosie Kurtz pour le rôle de Laurie dans Carol & Company
- 1991 : Colleen Dewhurst pour le rôle d'Avery Brown  dans Murphy Brown
- 1992 : aucune récompense
- 1993 : Tracey Ullman pour le rôle de Dava Levine dans Love & War
- 1994 : Eileen Heckart pour le rôle de Rose Stein dans Love & War
- 1995 : Cyndi Lauper pour le rôle de Marianne Lugasso dans Dingue de toi (Mad About You)
- 1996 : Betty White pour son propre rôle dans The John Larroquette Show
- 1997 : Carol Burnett pour le rôle de Theresa Stemple dans Dingue de toi (Mad About You)
- 1998 : Emma Thompson pour son propre rôle  dans Ellen
- 1999 : Tracey Ullman pour le rôle de Tracy Clark dans Ally McBeal

### Années 2000
- 2000 : Jean Smart pour le rôle de Lorna Lenley dans Frasier
  - Beatrice Arthur pour le rôle de Mrs. White dans Malcolm (Malcolm in the Middle)
  - Cheri Oteri pour le rôle de Cindy dans Voilà ! (Just Shoot Me!)
  - Debbie Reynolds pour le rôle de Bobbi Adler dans Will et Grace (Will & Grace)
  - Holland Taylor pour le rôle de Letitia DeVine dans The Lot

- 2001 : Jean Smart pour le rôle de Lana Gardner dans Frasier
  - Jami Gertz pour le rôle de Kimmy Bishop dans Ally McBeal
  - Cloris Leachman pour le rôle de grand-mère Ida dans Malcolm (Malcolm in the Middle)
  - Bernadette Peters pour le rôle de Cassandra Lewis dans Ally McBeal
  - Susan Sarandon pour le rôle de Cecilia Monroe dans Friends

- 2002 : Cloris Leachman pour le rôle de grand-mère Ida dans Malcolm (Malcolm in the Middle)
  - Glenn Close pour le rôle de Fannie Lieber dans Will et Grace (Will & Grace)
  - Katherine Helmond pour le rôle de Lois dans Tout le monde aime Raymond (Everybody Loves Raymond)
  - Susan Sarandon pour le rôle Meg dans Malcolm (Malcolm in the Middle)
  - Frances Sternhagen pour le rôle de Bunny MacDougal dans Sex and the City

- 2003 : Christina Applegate pour le rôle de Amy Green dans Friends
  - Georgia Engel pour le rôle de Pat dans Tout le monde aime Raymond (Everybody Loves Raymond)
  - Betty Garrett pour le rôle de Molly Firth dans Becker
  - Cloris Leachman pour le rôle de grand-mère Ida dans Malcolm (Malcolm in the Middle)
  - Betty White pour le rôle de Sylvia dans Oui, chérie ! (Yes, Dear)

- 2004 : Laura Linney pour le rôle de Charlotte dans Frasier
  - Christina Applegate pour le rôle de Amy Green dans Friends
  - Eileen Brennan pour le rôle de Zandra dans Will et Grace (Will & Grace)
  - Georgia Engel pour le rôle de Pat dans Tout le monde aime Raymond (Everybody Loves Raymond)
  - Cloris Leachman pour le rôle de grand-mère Ida dans Malcolm (Malcolm in the Middle)

- 2005 : Kathryn Joosten pour le rôle de Karen McCluskey dans Desperate Housewives
  - Blythe Danner pour le rôle de Marilyn Truman dans Will et Grace (Will & Grace)
  - Georgia Engel pour le rôle de Pat dans Tout le monde aime Raymond (Everybody Loves Raymond)
  - Cloris Leachman pour le rôle de grand-mère Ida dans Malcolm (Malcolm in the Middle)
  - Lupe Ontiveros pour le rôle de Juanita Solis dans Desperate Housewives

- 2006 : Cloris Leachman pour le rôle de grand-mère Ida dans Malcolm (Malcolm in the Middle)
  - Blythe Danner pour le rôle de Marilyn Truman dans Will et Grace (Will & Grace)
  - Shirley Knight pour le rôle de Phyllis Van De Kamp dans Desperate Housewives
  - Laurie Metcalf pour le rôle de Cora dans Monk
  - Kate Winslet pour son propre rôle dans Extras

- 2007 : Elaine Stritch pour le rôle de Colleen Donaghy dans 30 Rock
  - Dixie Carter pour le rôle de Gloria Hodge dans Desperate Housewives
  - Salma Hayek pour le rôle de Sofia Reyes dans Ugly Betty 
  - Judith Light pour le rôle de Claire Meade dans Ugly Betty 
  - Laurie Metcalf pour le rôle de Carolyn Bigsby dans Desperate Housewives

- 2008 : Kathryn Joosten pour le rôle de Karen McCluskey dans Desperate Housewives
  - Polly Bergen pour le rôle de Stella Wingfield dans Desperate Housewives
  - Carrie Fisher pour le rôle de Rosemary Howard dans 30 Rock
  - Edie Falco pour le rôle de Celeste Cunningham dans 30 Rock
  - Elaine Stritch pour le rôle de Colleen Donaghy dans 30 Rock
  - Sarah Silverman pour le rôle de Marci Maven dans Monk

- 2009 : Tina Fey pour le rôle de Sarah Palin dans Saturday Night Live
  - Jennifer Aniston pour le rôle de Claire dans 30 Rock
  - Christine Baranski pour le rôle de Beverly Hofstadter dans The Big Bang Theory
  - Gena Rowlands pour le rôle de Marge dans Monk
  - Elaine Stritch pour le rôle de Colleen Donaghy dans 30 Rock
  - Betty White pour le rôle de Crazy Witch Lady dans Earl (My Name Is Earl)

### Années 2010
- 2010 : Betty White pour le rôle de l'hôte dans Saturday Night Live
  - Christine Baranski pour le rôle de Beverly Hofstadter dans The Big Bang Theory
  - Kathryn Joosten pour le rôle de Karen McCluskey dans Desperate Housewives
  - Kristin Chenoweth pour le rôle d'April Rhodes dans Glee
  - Tina Fey pour le rôle de l'hôte dans Saturday Night Live
  - Elaine Stritch pour le rôle de Colleen Donaghy dans 30 Rock
  - Jane Lynch pour le rôle du Dr Linda Freeman dans Mon oncle Charlie (Two and a Half Men)

- 2011 : Gwyneth Paltrow pour le rôle de Holly Holliday dans Glee[1]
  - Kristin Chenoweth pour le rôle d'April Rhodes dans Glee
  - Dot Jones pour le rôle de Shannon Beiste dans Glee
  - Cloris Leachman pour le rôle de Maw Maw dans Raising Hope
  - Tina Fey pour le rôle de l'hôte Saturday Night Live
  - Elizabeth Banks pour le rôle d’Avery dans 30 Rock

- 2012 : Kathy Bates pour le rôle du fantôme de Charlie Harper dans Mon oncle Charlie (Two And A Half Men)
  - Elizabeth Banks pour le rôle d'Avery Jessup dans 30 Rock
  - Margaret Cho pour le rôle de Kim Jong-il dans 30 Rock
  - Dot Jones pour le rôle de Shannon Beiste dans Glee
  - Melissa McCarthy pour plusieurs personnages dans Saturday Night Live
  - Maya Rudolph pour plusieurs personnages dans Saturday Night Live

- 2013 : Melissa Leo pour le rôle de Laurie dans Louie
  - Dot Jones pour le rôle de Shannon Beiste dans Glee
  - Melissa McCarthy pour plusieurs personnages dans Saturday Night Live
  - Molly Shannon pour le rôle d'Eileen Foliente dans Enlightened
  - Elaine Stritch pour le rôle de Colleen Donaghy dans 30 Rock
  - Kristen Wiig pour plusieurs personnages dans Saturday Night Live

- 2014 : Uzo Aduba pour le rôle de Suzanne Warren dans Orange Is the New Black
  - Laverne Cox pour le rôle de Sophia Burset dans Orange Is the New Black
  - Joan Cusack pour le rôle de Sheila Jackson dans Shameless
  - Tina Fey pour plusieurs personnages dans Saturday Night Live
  - Natasha Lyonne pour le rôle de Nicole Nichols dans Orange Is the New Black
  - Melissa McCarthy pour plusieurs personnages dans Saturday Night Live

- 2015 : Joan Cusack pour le rôle de Sheila Jackson dans Shameless
  - Pamela Adlon pour le rôle de Pamela dans Louie
  - Elizabeth Banks pour le rôle de Sal dans Modern Family
  - Christine Baranski pour le rôle de Dr Beverly Hofstadter dans The Big Bang Theory
  - Tina Fey pour le rôle de Marcia Clark dans Unbreakable Kimmy Schmidt
  - Gaby Hoffmann pour le rôle de Caroline Sackler dans Girls

- 2016 : Tina Fey et Amy Poehler pour plusieurs rôles dans Saturday Night Live
  - Christine Baranski pour le rôle de Dr Beverly Hofstadter dans The Big Bang Theory
  - Melora Hardin pour le rôle de Tammy Cashman dans Transparent
  - Melissa McCarthy pour plusieurs rôles dans Saturday Night Live
  - Laurie Metcalf pour le rôle de Mary Cooper dans The Big Bang Theory
  - Amy Schumer pour plusieurs rôles dans Saturday Night Live

- 2017 : Melissa McCarthy pour plusieurs rôles dans Saturday Night Live
  - Becky Ann Baker pour le rôle de Loreen Horvath dans Girls
  - Angela Bassett pour le rôle de Catherine dans Master of None
  - Carrie Fisher pour le rôle de Mia Norris dans Catastrophe
  - Wanda Sykes pour le rôle de Daphne Lido dans Black-ish
  - Kristen Wiig pour plusieurs rôles dans Saturday Night Live
- 2018 : Tiffany Haddish pour plusieurs rôles dans Saturday Night Live
  - Tina Fey pour plusieurs rôles dans Saturday Night Live
  - Jane Lynch pour le rôle de Sophie Lennon dans Mme Maisel, femme fabuleuse
  - Maya Rudolph pour le rôle de Judge Gen dans The Good Place
  - Molly Shannon pour le rôle de Val Bassett dans Will et Grace
  - Wanda Sykes pour le rôle de Daphne Lido dans Black-ish
- 2019 : Jane Lynch pour le rôle de Sophie Lennon dans Mme Maisel, femme fabuleuse
  - Sandra Oh pour plusieurs rôles dans Saturday Night Live
  - Maya Rudolph pour le rôle de Judge Gen dans The Good Place
  - Kristin Scott Thomas pour le rôle de Belinda Friers dans Fleabag
  - Fiona Shaw pour le rôle de la conseillère dans Fleabag
  - Emma Thompson pour plusieurs rôles dans Saturday Night Live

### Années 2020
- 2020 : Maya Rudolph pour le rôle de Kamala Harris dans Saturday Night Live
  - Angela Bassett pour le rôle de Mo dans A Black Lady Sketch Show
  - Bette Midler pour le rôle de Hadassah Gold dans The Politician
  - Maya Rudolph pour le rôle de la juge Gen dans The Good Place
  - Phoebe Waller-Bridge en tant que présentatrice dans Saturday Night Live
  - Wanda Sykes pour le rôle de Moms Mabley dans Mme Maisel, femme fabuleuse (The Marvelous Mrs Maisel)

- 2021 : Maya Rudolph en tant que présentatrice dans Saturday Night Live
  - Yvette Nicole Brown pour le rôle du juge Harper dans A Black Lady Sketch Show
  - Issa Rae pour le rôle de Jess dans A Black Lady Sketch Show
  - Jane Adams pour le rôle de Nina Daniels dans Hacks
  - Kristen Wiig en tant que présentatrice dans Saturday Night Live
  - Bernadette Peters pour le rôle de Deb dans Zoey et son incroyable playlist

- 2022 : Laurie Metcalf pour le rôle de Weed dans Hacks
  - Jane Adams pour le rôle de Nina Daniels dans Hacks
  - Harriet Sansom Harris pour le rôle de Susan dans Hacks
  - Jane Lynch pour le rôle de Sazz Pataki dans Only Murders in the Building
  - Kaitlin Olson pour le rôle de DJ dans Hacks
  - Harriet Walter pour le rôle de Deborah dans Ted Lasso

- 2023 : Judith Light pour le rôle d'Irene Smothers dans Poker Face
  - Becky Ann Baker pour le rôle de Dottie Lasso dans Ted Lasso
  - Quinta Brunson pour la présentation du Saturday Night Live
  - Taraji P. Henson pour le rôle de Vanetta Teagues dans Abbott Elementary
  - Sarah Niles pour le rôle du Dr Sharon M. Fieldstone dans Ted Lasso
  - Harriet Walter pour le rôle de Deborah dans Ted Lasso

## Récompenses et nominations multiples

### Nominations multiples
8 : Cloris Leachman
7 : Tina Fey
5 : Christine Baranski, Melissa McCarthy, Elaine Stritch et Betty White
4 : Eileen Heckart et Laurie Metcalf
3 : Elizabeth Banks,  Carol Burnett, Georgia Engel, Dot Jones, Kathryn Joosten et Jane Lynch
2 : Christina Applegate, Kathy Bates, Joan Cusack, Blythe Danner, Eileen Brennan, Kristin Chenoweth, Colleen Dewhurst, Carrie Fisher, Cyndi Lauper, Shelley Long, Maya Rudolph, Susan Sarandon, Molly Shannon, Jean Smart, Wanda Sykes, Emma Thompson, Tracey Ullman, Nancy Walker et Kristen Wiig

### Récompenses multiples
3 : Cloris Leachman
2 : Colleen Dewhurst, Tina Fey, Kathryn Joosten, Maya Rudolph, Jean Smart, Tracey Ullman et Betty White